# Neubrandenburg, Eiskeller und Brauereikeller
Neubrandenburg, Eiskeller und Brauereikeller este o arie protejată (arie specială de conservare — SAC, sit de importanță comunitară — SCI) din Germania întinsă pe o suprafață de 2 ha, integral pe uscat.

## Localizare
Centrul sitului Neubrandenburg, Eiskeller und Brauereikeller este situat la coordonatele 53°34′19″N 13°16′17″E / 53.5719°N 13.2714°E.

## Înființare
Situl Neubrandenburg, Eiskeller und Brauereikeller a fost declarat sit de importanță comunitară în aprilie 2004 pentru a proteja 1 specie de animale. Situl a fost protejat și ca arie specială de conservare în august 2016.

## Biodiversitate
Situată în ecoregiunea continentală, aria protejată nu include niciun habitat protejat.
La baza desemnării sitului se află o specie protejată de  mamifere: liliac comun (Myotis myotis)